# Karagułowo
Karagułowo (ros. Карагулово; baszk. Ҡарағол, Qarağol) – wieś (dieriewnia) w Rosji, w rejonie saławatskim Baszkortostanu. W 2010 liczyła 231 mieszkańców.